# Krumbach (Asbach)
Krumbach ist ein Ortsteil der Ortsgemeinde Asbach im Landkreis Neuwied im nördlichen Rheinland-Pfalz. Der Ort ist landwirtschaftlich geprägt.

## Geographie
Das Dorf liegt im Niederwesterwald östlich des Hauptortes Asbach am Oberlauf des gleichnamigen Bachs. Krumbach liegt an der Kreisstraße 65, die den Hauptort Asbach mit dem Ortsteil Sessenhausen verbindet. Die Krumbachsmühle liegt etwa einen Kilometer bachabwärts.

## Geschichte
Im Jahre 1397 wird ein Johann von Krumbach Gefolgsmann von Junker Godart, Herr zu Ütgenbach. Das niederadelige Geschlecht „von Krumbach“ führte in ihrem Wappen drei Adlerköpfe, die auch die Herren von Panau (Panau ist heute ein Ortsteil von Neustadt (Wied)) in ihrem Wappen führten. Die drei Adlerköpfe wurden in das Wappen der Verbandsgemeinde Asbach übernommen. Die Herren von Krumbach verwalteten die „Aldenhover Zehnt“ genannte Grundherrschaft, deren Bezirk von Hussen bis Altenhofen und von Ditscheid bis Parscheid reichte. 1517 war ein späterer Johann von Krumbach und 1537 ein Friedrich von Krumbach in Diensten des kurkölnischen Amtes Altenwied.
Unterhalb von Krumbach stand eine 1591 urkundlich erwähnte Wasserburg, die der Sitz derer von Krumbach war.
Landesherrlich gehörte Krumbach bis 1803 zum Kurfürstentum Köln. Der Ort war Teil der „Honnschaft Limbach“, die zum Kirchspiel Asbach gehörte und der Verwaltung des kurkölnischen Amtes Altenwied unterstand. Nach einer 1660 vom Kölner Kurfürsten Maximilian Heinrich angeordneten Bestandsaufnahme gab es in Krumbach nur einen Hof.
Nachdem das Rheinland 1815 zu Preußen gekommen war, gehörte Krumbach zur Gemeinde Limbach im damals neu gebildeten Kreis Neuwied und wurde von der Bürgermeisterei Asbach verwaltet. Nach einer Volkszählung aus dem Jahr 1885 hatte Krumbach 60 Einwohner, die in 9 Häusern lebten.
Bis 1974 war Krumbach Teil der bis dahin eigenständigen Gemeinde Limbach. Aus ihr und den gleichzeitig aufgelösten Gemeinden Asbach und Schöneberg sowie einem Teil der Gemeinde Elsaff wurde am 16. März 1974 die Ortsgemeinde Asbach neu gebildet. 1987 zählte Krumbach 20 Einwohner.

## Sehenswürdigkeiten
- Als historisches Bauwerk wurde ein Quereinhaus (Krumbach 8, an der Kreisstraße 65) als Kulturdenkmal in die Denkmalliste des Landes Rheinland-Pfalz aufgenommen. Das Fachwerkhaus stammt aus dem 18. Jahrhundert.[6]
- Siehe auch: Liste der Kulturdenkmäler in Asbach (Westerwald)